# شريك بن عبد الله بن أبي نمر
شريك بن عبد الله بن أبي نمر القرشي أبو عبد الله المدني، تابعي، وأحد رواة الحديث النبوي، من أهل المدينة المنورة، ورتبته عن أغلب المُحدثين أنه صدوق يخطئ أحيانًا، وكان كثير الحديث، توفي قبل خروج محمد النفس الزكية بعد سنة 140 هـ. وروى له الجماعة أصحاب الكتب الستة سوى الترمذي روى له في الشمائل المحمدية وليس في سنن الترمذي. وَقَال ابن عبد البر: مات سنة 144 هـ.

## روايته للحديث النبوي
- روى عن: إِبْرَاهِيم بْن عَبد الله بْن حنين، وأنس بن مالك، وسَعِيد بْن عَبْد الرَّحْمَنِ بْن مكمل الأعشى، وسعيد بن المسيب، وعامر بن سعد بن أبي وقاص، وعَبد اللَّهِ بْن حنين، وعبد الله بن أبي عتيق، وعبد الرحمن بن أبي سعيد الخدري، وعبد الرحمن بن أبي عمرة، وعطاء بن يسار، وعكرمة مولى ابن عباس، وعلي بْن يحيى بْن خلاد، وعُمَر بْن الحكم بْن ثوبان، وعُمَر بْن نبيه الكعبي، وعون بن عبد الله بن عتبة، وكريب مولى ابن عباس، ويحيى بن جعفر بن أبي كثير، وهو أصغر منه، وأبي السائب مولى هشام بْن زهرة، وأبي سلمة بن عبد الرحمن بن عوف، وأَبِي صالح مولى السعديين. وعمرو بن عامر الأنصاري.
- روى عنه: إِبْرَاهِيم بْن طهمان، وإبراهيم بْن مُحَمَّد بْن أَبي يحيى، وإِسْمَاعِيل بْن جعفر بْن أَبي كثير، وأَبُو ضمرة أنس بْن عياض، وبكير بن عبد الله بن الأشج، وأَبُو صخر حميد بْن زياد، وزهير بْن مُحَمَّد التميمي، وسَعِيد بْن أَبي أيوب، وسعيد بن أبي سعيد المقبري، وهُوَ أكبر منه، وسَعِيد بْن سلمة بْن أَبي الحسام، وسفيان الثوري، وسليمان بن بلال، وصالح بْن مُوسَى الطلحي، وعبد الله بن عطاء بن يسار، وعَبْد العزيز بْن مُحَمَّد الدَّراوَرْدِيّ، وقرة بْن عَبْد الرحمن بن حيوئيل، ومالك بن أنس، ومحمد بْن جعفر بْن أَبي كثير، ومحمد بْن عمار المؤذن، ومحمد بْن عَمْرو بْن عطاء، وهو أكبر منه، ومحمد بْن عَمْرو بْن علقمة بْن وقاص الليثي، ومسلم بْن خالد الزنجي، وأبو بكر بن عبد الله بن أبي سبرة.[2]
- الجرح والتعديل: قال يحيى بن معين والنسائي: «ليس به بأس»، وقد وثقه أبو داود،[3] والعجلي،[2] ومحمد بن سعد البغدادي،[1] وقال الذهبي: «روى عنه مثل مالك، ولا ريب أنه ليس في الثبت كيحيى بن سعيد الأنصاري، وفي حديث الإسراء من طريقه ألفاظ، لم يتابع عليها.»،[3] وقال ابن عدي: «وشَرِيك رجل مشهور من أهل المدينة، حدث عنه مَالِك وغير مَالِك من الثقات، وحديثه إذا روى عنه ثقة فلا بأس بروايته إلا أن يروى عنه ضعيف.»، ذكره ابن حبان في كتاب الثقات، وقال: «ربما أخطأ»، وَقَال ابن الجارود ل«يس به بأس، وليس بالقوى، وكان يحيى بن سَعِيد لا يحدث عنه»، الجماعة أصحاب الكتب الستة سوى الترمذي روى له في الشمائل المحمدية وليس في سنن الترمذي.[2]